# Dinofelis
Dinofelis (‘gat terrible’) és un gènere de gat de dent de sabre de la tribu dels metailurinis. Foren comuns a Europa, Àsia, Àfrica i Nord-amèrica com a mínim entre fa 5 i fa 1,2 milions d'anys (Pliocè inferior a Plistocè inferior. Fòssils molt similars a Dinofelis de Lothagam es remunten al Miocè superior, fa uns 8 milions d'anys.

## Taxonomia
Podrien existir-ne altres espècies sense descriure.
- D. aronoki (Àfrica oriental) - recentment separat de D. barlowi
- D. barlowi (Àfrica meridional)
- D. cristata (Xina) - inclou D. abeli
- D. darti (Àfrica meridional)
- D. diastemata (Europa)
- D. paleoonca (Nord-amèrica)
- D. petteri (Àfrica oriental)
- D. piveteaui (Àfrica meridional)
- Dinofelis sp. "Langebaanweg"
- Dinofelis sp. "Lothagam"